# Dirk van Teylingen
Dirk van Teylingen, heer van Brederode (lat.: Theodericus de Theylingen, * um 1180; † 1236) war ein holländischer Ritter, und Dapifer des Grafen von Holland. Dem Geschlecht der Herren van Teylingen entstammend trat er als Dirk I. van Brederode als Stammherr der Herren von Brederode auf.

## Vita
Dem Sohn des Willem van Teylingen wurden zwei verschiedene Mütter, Maria van Castricum sowie Agnes van Bentheim (aus der Dynastie der Gerulfinger), zugesprochen. Dirk van Teylingen-Brederode wird als der Gründer des Hauses Brederode angesehen. Er ererbte von seinem Vater das Grundgebiet und die Burg Brederode; dadurch kann er womöglich nicht als erster (Grund)herr von Brederode gelten.
Im Jahre 1226 wurde Dirk van Teylingen-Brederode als Landdrost der holländischen Grafen an deren Hof beordert. Er diente den Grafen Floris V. und Wilhelm I. von Holland. Bei der Abwesenheit des Grafen war van Teylingen-Brederode deren erster Vertreter.
Dirk verheiratete sich im Jahre 1215 mit Aleid (Alveradis) van Heusden; aus dieser Ehe entsprangen mindestens sechs Kinder:
- Wilhelm von Brederode (1226–1285);
- Dirk van Brederode (1228–um 1279), wurde im Jahre 1255 zum Ritter geschlagen;
- Floris van Brederode (1230–1306), Herr von Doortoge;
- Aleidis van Brederode (1232–um 1262);
- Catharina van Brederode (* 1234);
- Agnies van Brederode (um 1245–um 1280).

Dirk van Teylingen-Brederode gilt auch als Stammherr der adeligen Familie van der Duyn.